# Сава Кочанов
Сава Атанасов Кочанов е български политик, кмет на Горна Джумая от 31 август 1940 година до 21 юли 1944 година.

## Биография
Роден е през 1889 г. в гр. Елена. През 1907 г. завършва гимназия, а през 1909 г. и Военното училище. В периода 1909 – 1921 г. служи като офицер в българската армия. От 1938 до 1939 г. е кмет на бургаското село Рудник. След това е назначен за околийски управител на Горна Джумая (днес Благоевград). Членува в Дружеството на запасните офицери и в Българския народен морски сговор. През август 1940 г. става кмет на Горна Джумая, където остава до 9 септември 1944 г. По време на мандата му се чества 40-ата годишнина от Илинденско-Преображенското въстание (2 август 1943), завършена е костница на падналите във войните.